# Kruzenštern (loď)
Kruzenštern (rusky: Крузенштерн, v přepisu do latinky Kruzenshtern, v angličtině též Krusenstern) je čtyřstěžňový bark, který byl postaven v roce 1926 v Geestemünde v Bremerhavenu v Německu a pojmenován Padua (podle italského města Padovy). V roce 1946 byl vydán Sovětskému svazu jako válečná reparace a přejmenován na počest baltskoněmeckého průzkumníka z počátku 19. století Adama Johanna von Krusensterna (1770–1846), který působil ve službách carského Ruska. Od 60. let 20. století je používán jako výcviková loď.
Ze čtyř zbývajících Flying P-Linerů je bývalá Padua jediná, která se stále používá, hlavně pro výcvikové účely. Jejím domovským přístavem je Kaliningrad (česky: Královec, německy: Königsberg).

## Technická data
Kruzenštern je čtyřstěžňová plachetnice s celkovou délkou 114,5 metru, šířkou přes 14 metrů a ponorem 7,2 metru. Trup lodi i stěžně jsou ocelové. Plocha plachtoví je 3655 m2. V průběhu rekonstrukce v letech 1959 až 1961 byly instalovány pomocné motory. Při další rekonstrukci v letech 1968 až 1972 byly motory vyměněny a záďová nástavba byla prodloužena a spojena se středovou nástavbou. Výkon nových motorů je 2x1000 HP. Byla schopna přepravovat asi 4000 tun nákladu.

## Padua

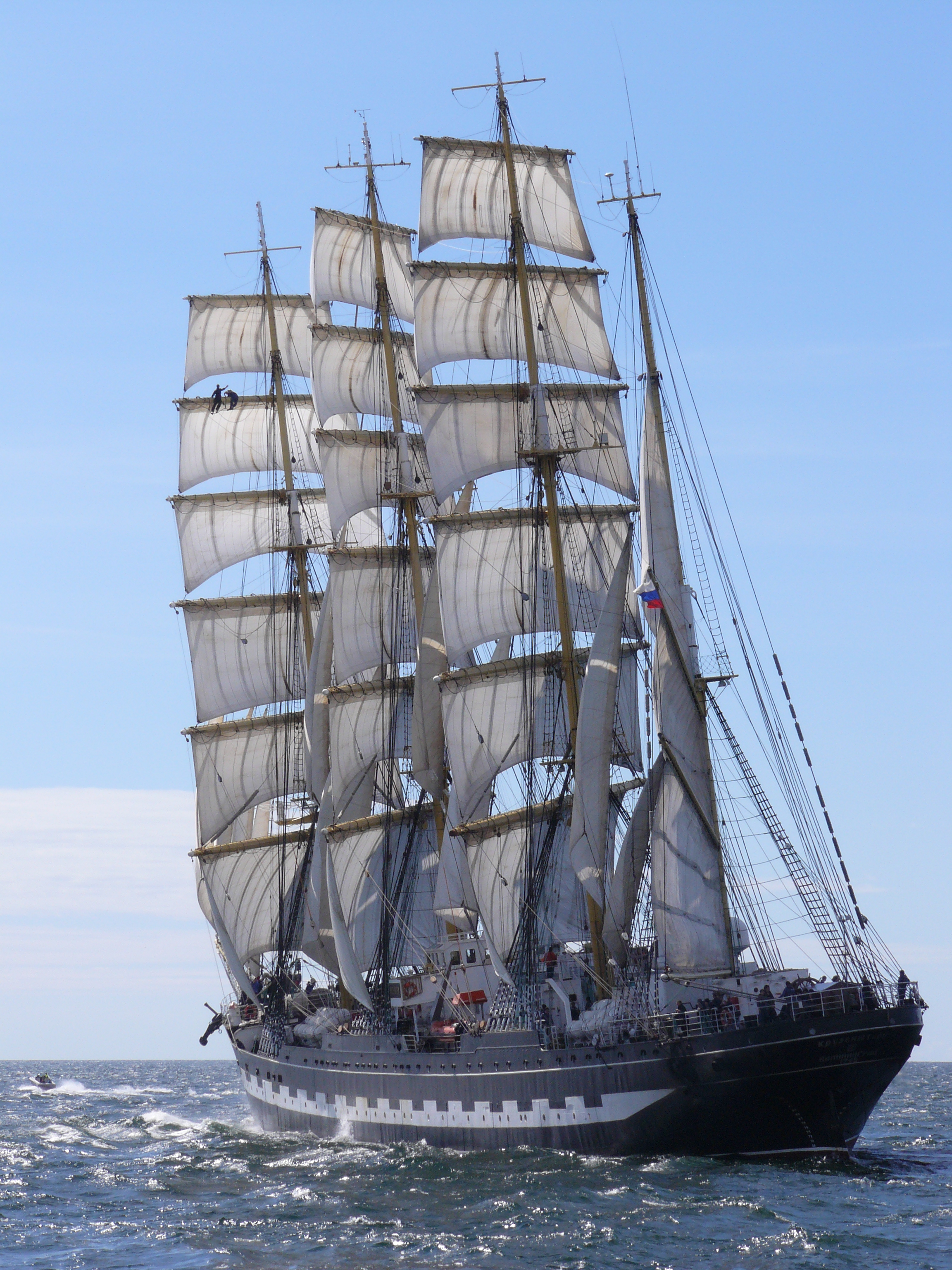
Pod plachtami

Padua byla spuštěna na vodu v roce 1926 jako poslední z P-Linerů. Sloužila jako nákladní loď, používaná mimo jiné k přepravě stavebního materiálu do Chile v Jižní Americe a čilského ledku zpět kolem mysu Horn. Později dopravovala pšenici z Austrálie do Evropy. Do roku 1941 absolvovala 17 zaoceánských plaveb během nichž vytvořila několik rychlostních rekordů v kategorii plachetnic, například 67 dní doplula z Hamburku do Port Lincolnu v Austrálii.
Stejně jako u všech P-linerů odpovídal nátěr Paduy barvám německé státní vlajky éry Německé říše: černá (horní část trupu), bílá (nad úrovni vodní hladiny) a červená (pod čarou ponoru).

## Kruzenštern
Dne 12. ledna 1946 byla loď předána Sovětskému svazu jako válečná reparace. Byla přejmenována na Kruzenštern a začleněna do Baltské flotily sovětského námořnictva. Do roku 1961 kotvila v přístavu Kronštadt, během této doby prošla rekonstrukcí. Od roku 1961 do roku 1965 byla používána jako výcvikové plavidlo pro námořní kadety, přičemž zároveň prováděla hydrografický a oceánografický průzkum pro Akademii věd SSSR v Atlantském oceánu, Karibiku a Středozemním moři. Později sloužila jako školní loď pro budoucí rybářské důstojníky.
Od roku 1991 je jejím domovským přístavem Kaliningrad.
Po rozpadu Sovětského svazu byly problémy s financováním řešeny přepravou cestujících. V letech 1995–96 obeplula svět po stopách svého jmenovce. Cesta začala v Kaliningradu a pokračovala se zastávkami v Santa Cruz de Tenerife, Rio de Janeiru, okolo Mysu Horn, další zastávky byly na Tahiti, na ostrově Moorea, na Havaji, v Tokiu, ve Vladivostoku a v Singapuru, dále kolem Mysu Dobré naděje do Kapského Města a po zastávce v Santa Cruz de Tenerife zpět do Kaliningradu. Znovu se plavila kolem světa v letech 2005/6 na připomínku 200. výročí Kruzenšternovy plavby.[zdroj?]
Od roku 1974 se Kruzenštern pravidelně účastní různých závodů a přehlídek velkých plachetnic po celém světě. V roce 1976 v průběhu United States Bicentennial udivoval svou rychlostí, od některých však získal přezdívku Dieselshtern, protože jej podezřívali, že si pomáhá svými motory.
Dne 4. srpna 2014 Kruzenštern způsobil potopení remorkéru Diver Master v dánském Esbjergu, když se nepodařilo uvolnit lano mezi těmito dvěma plavidly. Dne 11. června 2015 poškodil dvě hlídkové lodě islandské pobřežní stráže Þór a Týr, když do nich najel při manévrování v přístavu. O několik dní později 27. června najel na mělčinu v Archangelsku, následující den byl však uvolněn.

## Zajímavosti
Na palubě Padovy byly natočeny některé části filmu Große Freiheit Nr. 7 z roku 1944 (některé pasáže byly natáčeny i v Praze.
Kruzenštern byl jednou z hlavních atrakcí během oslav dne norské ústavy v Larviku v norském kraji Vestfold.